# Лонги, Алессандро (футболист)
Алесса́ндро Ло́нги (итал. Alessandro Longhi; род. 25 июня 1989, Дезенцано-дель-Гарда, Италия) — итальянский футболист, защитник «Брешиа».
Выступал за молодёжные команды — «Волунтас Суна», «Брешиа», «Сало». В 2006 году начал профессиональную карьеру в клубе «Сало» в Серии D. После слияния команд «Сало» и «Феральпи Лонато», Лонги стал выступать за новосозданный клуб «ФеральпиСало» в Высшем дивизионе Профессиональной лиги. Летом 2010 года подписал контракт с «Триестиной», которая выступала в Серии В. Летом 2011 года перешёл в «Сассуоло».
Поcледние сезоны проводил сначала в серии C. В 2021-м году перешёл в Фк RG Ticino, который по итогу сезона 2021-2022 (серия D) покинул профессиональный футбол, выбыв по итогу плей-офф в лигу Эччеленца (5-я  лига), которая является высшим любительским дивизионом.

## Биография
Алессандро Лонги родился 25 июня 1989 года в городе Дезенцано-дель-Гарда, провинция Ломбардия. С 1999 года по 2000 год играл в юношеской команде «Волунтас Суна». Затем на протяжении двух лет играл за команду «Брешиа». С 2002 года по 2006 год находился в юношеской команде «Сало» из одноимённого города.

### Клубная карьера
Свою профессиональную карьеру начал в 2006 году в 17 лет в команде Серии D «Сало». Всего за клуб он сыграл в 60 матчах и забил 5 голов. «Сало» в середине 2009 года объединилась с «Феральпи Лонато». Тем самым был создан клуб «ФеральпиСало», продолживший выступление в Лиге Про, заменив команду «Пистойезе». В том сезоне игрок провёл 31 матч в профессиональной лиге и дважды сыграл в плей-офф.
В августе 2010 года подписал контракт с командой Серии B «Триестина». В команде Лонги выступал под 3 номером. 9 ноября 2010 года он отличился голом в ворота Альфонсо Ди Лучиа из «Ливорно» (игра завершилась победой «Триестины» со счётом 1:3). По итогам сезона 2010/11 «Триестина» заняла 20-е из 22 мест и вылетела в Высший дивизион Профессиональной лиги. После того, как команда покинула лигу, Лонги был продан клубу Серии А «Кьево» (в совместное владение с «Сассуоло»), но в скором времени, по условиям соглашения о совместном владении, он стал играть за  «Сассуоло» и таким образом вернулся в Серию B. В новой команде он взял футболку с 3 номером.
В составе «Сассуоло» дебютировал 14 августа 2011 года во втором раунде Кубка Италии в матче против «Юве Стабии» (2:1), главный тренер команды Фульвио Пеа выпустил Лонги на поле в стартовом составе, но на 73-й минуте он был заменён на Диего Фальчинелли. В следующем раунде «Сассуоло» уступило «Эллас Вероне» и покинуло турнир. Лонги вышел на 91-й минуте вместо Джанлуки Сансоне. Основное и дополнительное время закончилось со счётом 3:3. В серии пенальти Лонги реализовал свой удар, но его команда уступила в серии 2:4. В составе команды в Серии В дебютировал 27 августа 2011 года в домашнем матче против «Ночерины» (3:1), Лонги отыграл все 90 минут игры. 17 марта 2012 года, на 35-й минуте второго тайма матча «Альбинолеффе» — «Сассуоло», игрок поразил ворота Даниэля Оффреди, и в итоге матч закончился победой «Сассуоло» 2:3.
«Сассуоло» по итогам чемпионата стало бронзовым призёром Серии В, уступив лишь «Торино» и «Пескаре», которые автоматически вышли в Серию А. Команды с 3-го по 6-е место должны были сыграть в раунде плей-офф за право выхода Серию А. По итогам двухматчевого противостояния «Сассуоло» уступило «Сампдории»: первый матч — поражение (2:1), второй — ничья (1:1). Лонги сыграл в обеих встречах. В «Сассуоло» Лонги стал основным игроком команды, сыграв в 40 матчах Серии B и забив 1 гол и в 2 матчах Кубка Италии в течение сезона. В команде Алессандро выступает на позиции левого защитника.
22 июня 2012 года клуб Серии А «Кьево» объявил о пролонгации своих прав (в партнёрстве с «Сассуоло») на 22-летнего футболиста. Летом 2012 года его трансферная стоимость по мнению сайта transfermarkt.de составляла 800 тысяч евро.

### Участие в международных матчах
В 2011 году Лонги получил приглашение сыграть за молодёжную сборную Италии среди игроков Серии B (до 21 года) против аналогичной сборной Сербии. В ходе матча, который состоялся 30 марта 2011 года на стадионе «Энцо Риччи» и закончился победой итальянцев (2:0), он заменил Джанлуиджи Бьянко (на 46-й минуте). В 2010 году Алессандро выступал за молодёжную сборную Италии (игроки Серии C, до 20 лет) против сборной второго дивизиона Словении.

## Достижения
- Бронзовый призёр чемпионата Италии (Серия B) (1): 2011/12
- Победитель Серия B (1): 2012/13

## Интересные факты
- Любимым клубом футболист называет туринский «Ювентус»[23].